# Campeonato Mundial de Natação em Piscina Curta de 2010 - Revezamento 4x100 m medley feminino
A prova dos 4x100 metros medley feminino do Campeonato Mundial de Natação em Piscina Curta de 2010 foi disputado em  17 de dezembro em Dubai nos Emirados Árabes Unidos.

## Recordes
Antes desta competição, os recordes mundiais e do campeonato nesta prova eram os seguintes:
|    | Nome                                                                                        | Nacionalidade  | Tempo (minuto) | Local      | Data                   |
| -- | ------------------------------------------------------------------------------------------- | -------------- | -------------- | ---------- | ---------------------- |
| WR | Margaret Hoelzer (57.47) Jessica Hardy (1:03.58) Dana Vollmer (54.37) Amanda Weir (52.55)   | Estados Unidos | 3:47.97        | Manchester | 18 de dezembro de 2009 |
| CR | Margaret Hoelzer (58.79) Jessica Hardy (1:03.98) Rachel Komisarz (55.93) Kara Denby (52.66) | Estados Unidos | 3:51.36        | Manchester | 11 de abril de 2008    |

## Medalhistas
| Ouro                                              | Prata                                                                           | Bronze                                                                    |
| China · Zhao Jing · Zhao Jin · Liu Zige · Tang Yi | Estados Unidos · Natalie Coughlin · Rebecca Soni · Dana Vollmer · Jessica Hardy | Austrália · Rachel Goh · Leisel Jones · Felicity Galvez · Marieke Guehrer |

### Eliminatórias
As eliminatórias ocorreram dia 19 de dezembro. Oito nações num total de 21 se classificaram  para a final. 
| Colocação | Bateria | Raia | Nacionalidade  | Nome | Tempo   | Notas |
| --------- | ------- | ---- | -------------- | --- | ------- | ----- |
| 1         | 1       | 2    | China          | Gao Chang (56.41) Zhao Jin (1:04.72) Guo Fan (57.44) Li Zhesi (52.12)                                                   | 3:50.69 | Q, CR |
| 2         | 2       | 4    | Austrália      | Rachel Goh (58.36) Sarah Katsoulis (1:05.50) Felicity Galvez (56.22) Emma McKeon (52.65)                                | 3:52.73 | Q     |
| 3         | 3       | 4    | Estados Unidos | Missy Franklin (58.38) Jessica Hardy (1:05.30) Christine Magnuson (56.44) Amanda Weir (53.54)                           | 3:53.66 | Q     |
| 4         | 1       | 4    | Suécia         | Michelle Coleman (59.58) Jennie Johansson (1:04.46) Petra Granlund (57.20) Claire Hedenskog (53.56)                     | 3:54.80 | Q     |
| 5         | 2       | 3    | Canadá         | Sinead Russell (58.75) Martha McCabe (1:06.10) Katerine Savard (58.82) Geneviève Saumur (53.15)                         | 3:56.82 | Q     |
| 6         | 3       | 3    | Rússia         | Kseniya Moskvina (58.86) Daria Deyeva (1:05.67) Svetlana Fedulova (59.28) Margarita Nesterova (53.30)                   | 3:57.11 | Q     |
| 7         | 3       | 7    | Itália         | Elena Gemo (59.04) Chiara Boggiatto (1:07.63) Caterina Giacchetti (59.03) Chiara Luccetti (53.57)                       | 3:59.27 | Q     |
| 8         | 2       | 5    | Brasil         | Fabíola Molina (58.48) Tatiane Sakemi (1:08.46) Daniele de Jesus (59.54) Tatiana Lemos (53.44)                          | 3:59.92 | Q     |
| 9         | 3       | 6    | África do Sul  | Chanelle van Wyk (59.26) Katheryn Anne Meaklim (1:08.73) Amanda Loots (58.76) Leone Vorster (54.00)                     | 4:00.75 |       |
| 10        | 3       | 1    | Noruega        | Katharina Stiberg (1:01.32) Sara Nordenstam (1:08.31) Ingvild Snildal (57.79) Cecilie Waage Johannessen (53.73)         | 4:01.15 |       |
| 11        | 3       | 5    | Japão          | Miyuki Takemura (58.84) Rie Kaneto (1:08.41) Hiroko Sugino (58.22) Maiko Fujino (56.97)                                 | 4:02.44 |       |
| 12        | 1       | 1    | Turquia        | Hazal Sarikaya (1:01.37) Dilara Buse Gunaydin (1:08.96) Iris Rosenberger (59.83) Burcu Dolunay (55.71)                  | 4:05.87 |       |
| 13        | 1       | 6    | Taipé Chinesa  | Chen Ting (1:01.77) Chen I-Chuan (1:09.90) Cheng Wan-Jung (59.50) Ting Sheng-Yo (58.21)                                 | 4:09.38 |       |
| 14        | 2       | 6    | Venezuela      | Jeserik Pinto (1:03.33) Daniela Victoria (1:11.10) Elimar Barrios (1:01.97) Ximena Vilar (57.08)                        | 4:13.48 |       |
| 15        | 2       | 1    | Peru           | Massie Milagros Carrillo (1:04.47) Patricia Quevedo (1:14.69) Oriele Alejandra Espinoza (1:02.49) Andrea Cedrón (59.98) | 4:21.63 |       |
| 16        | 2       | 7    | Malta          | Nicola Muscat (1:06.12) Melinda Sue Micallef (1:15.28) Davina Mangion (1:07.88) Talisa Pace (59.39)                     | 4:28.67 |       |
| 17        | 3       | 2    | Macau          | Vong Erica Man Wai (1:07.17) Lei On Kei (1:16.38) Ma Cheok Mei (1:05.18) Tan Chi Yan (1:01.50)                          | 4:30.23 |       |
| -         | 1       | 3    | Dinamarca      | Pernille Jessing Larsen (1:01.76) Rikke Møller Pedersen Jeanette Ottesen Pernille Blume                                 | DSQ     |       |
| -         | 1       | 5    | Países Baixos  | | DNS     |       |
| -         | 1       | 7    | Nigéria        | | DNS     |       |
| -         | 2       | 2    | Quênia         | | DNS     |       |

### Final
A final teve sua disputa realizada em 17 de dezembro.
| Colocação         | Raia | Nacionalidade  | Nome                                                                                                   | Tempo   | Notas |
| ----------------- | ---- | -------------- | --- | ------- | ----- |
| Medalha de ouro   | 4    | China          | Zhao Jing (56.52) Zhao Jin (1:04.20) Liu Zige (55.80) Tang Yi (51.77)                                  | 3:48.29 | CR    |
| Medalha de prata  | 3    | Estados Unidos | Natalie Coughlin (56.83) Rebecca Soni (1:03.73) Dana Vollmer (55.62) Jessica Hardy (52.18)             | 3:48.36 |       |
| Medalha de bronze | 5    | Austrália      | Rachel Goh (57.39) Leisel Jones (1:03.76) Felicity Galvez (55.56) Marieke Guehrer (52.17)              | 3:48.88 |       |
| 4                 | 7    | Rússia         | Anastasia Zuyeva (57.81) Yuliya Yefimova (1:04.23) Veronika Popova (57.79) Margarita Nesterova (53.25) | 3:53.08 |       |
| 5                 | 6    | Suécia         | Petra Granlund (59.29) Joline Höstman (1:06.07) Therese Alshammar (55.88) Sarah Sjöström (52.74)       | 3:53.98 |       |
| 6                 | 2    | Canadá         | Sinead Russell (58.47) Martha McCabe (1:07.00) Audrey Lacroix (58.25) Victoria Poon (52.85)            | 3:56.57 |       |
| 7                 | 1    | Itália         | Elena Gemo (58.65) Chiara Boggiatto (1:07.22) Caterina Giacchetti (58.30) Chiara Luccetti (53.41)      | 3:57.58 |       |
| 8                 | 8    | Brasil         | Fabíola Molina (58.45) Tatiane Sakemi (1:08.43) Daniele de Jesus (59.39) Tatiana Lemos (53.18)         | 3:59.45 |       |

Legenda
| Recorde mundial       | Recorde mundial (World record)               |                       | Recorde africano                      | Recorde africano (African) |                                           | Q | Classificado por posição (Qualified) |
| Recorde do campeonato | Recorde do campeonato (Championship record)  | Recorde da América    | Recorde da América (Americas)         | q                          | Classificado por melhor tempo (Qualified) |   |                                      |
| Melhor marca do ano   | Melhor marca do ano (World leading)          | Recorde asiático      | Recorde asiático (Asian)              | DNS                        | Não largou (Did not start)                |   |                                      |
| Recorde nacional      | Recorde nacional (National record)           | Recorde europeu       | Recorde europeu (European)            | DNF                        | Não terminou (Did not finish)             |   |                                      |
| Recorde pessoal       | Recorde pessoal do atleta (Personal best)    | Recorde da Oceania    | Recorde da Oceania (Oceania)          | DSQ / DQ                   | Desclassificado (Disqualified)            |   |                                      |
| Recorde da temporada  | Recorde da temporada do atleta (Season best) | Recorde sul-americano | Recorde sul-americano (South America) | NM                         | Sem marca (No mark)                       |   |                                      |